# فرهنگستان ملی علوم ارمنستان
فرهنگستان ملی علوم ارمنستان (ارمنی: Հայաստանի Հանրապետության գիտությունների ազգային ակադեմիա, ՀՀ ԳԱԱ) بدنه اولیه اداره‌کننده پژوهش‌ها و هماهنگ‌کننده فعالیت‌ها در زمینه‌های علوم و علوم اجتماعی در جمهوری ارمنستان است.
رتبه علمی ارمنستان در منطقه 21 ام و رتبه او در جهان 102 ام است.

## تاریخچه
این فرهنگستان در ۱۰ نوامبر ۱۹۴۳ بر مبنای شعبه ارمنستان فرهنگستان علوم شوروی، که تقریباً ده سال پیشتر در سال ۱۹۳۵ بنیان نهاده شده بود بنیان‌گذاری شد
از میان بنیان‌گذاری که هووسپ اوربلی، استپان مالخاسیانتس، ایوان گورگیان، ویکتور هامبارتسومیان بودند هووسپ اوربلی به عنوان نخستین رئیس فرهنگستان برگزیده شد

## روسای فرهنگستان
- هووسپ اوربلی (۱۹۴۷–۱۹۴۳)
- ویکتور هامبارتسومیان (۱۹۹۳–۱۹۴۷)
- فادیی سارگسیان (۲۰۰۶–۱۹۹۳)
- رادیک مارتیروسیان (۲۰۲۱–۲۰۰۶)
- آشوت ساغیان (۲۰۲۱-اکنون)

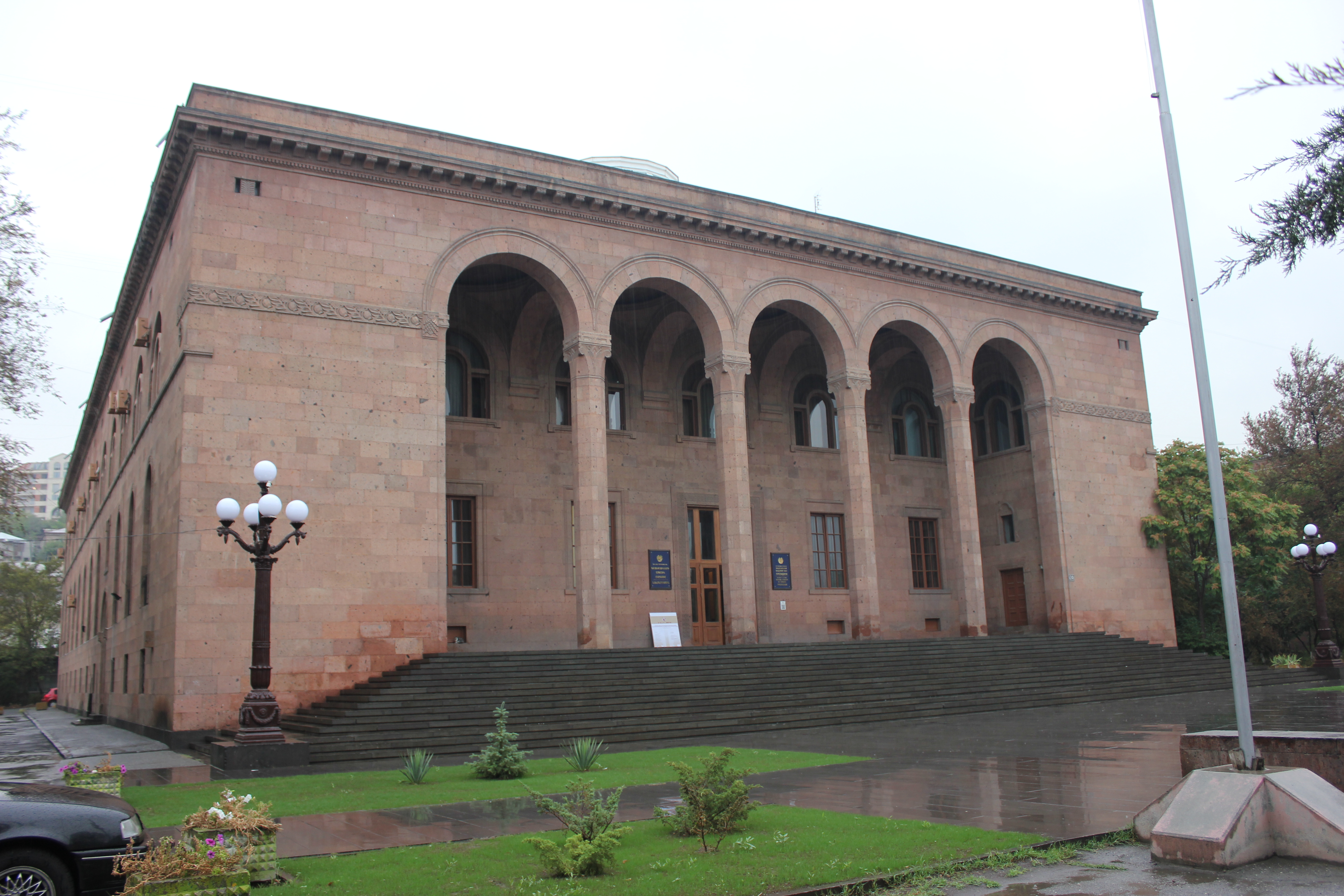
ساختمان اصلی فرهنگستان